# کوه شاردونی
کوه شاردونی (به انگلیسی: Mount Chardonnay) یک کوه در ایالات متحده آمریکا است. کوه شاردونی ۲٬۱۳۹٫۷۲ متر بالاتر از سطح دریا واقع شده‌است.